# Sublime (Band)
Sublime (engl. für erhaben) ist eine 1988 gegründete Band aus Long Beach, Kalifornien die einen Mix aus Punk, Ska, Dub und Reggae spielten. Sie löste sich nach dem Tod des Sängers Bradley Nowell im Mai 1996 auf. Seit dem Jahr 2024 geben die beiden verbliebenen Gründungsmitglieder zusammen mit Bradley Nowells Sohn Jakob als Sänger und Gitarrist wieder Konzerte unter dem Namen Sublime. 

## Geschichte
Sublime wurde 1988 von Bradley Nowell, Bud Gaugh und Eric Wilson gegründet. Nach dem 1991 aufgenommenen Demo Jah Won’t Pay the Bills war 40 Oz. to Freedom das erste offizielle Album der Band, das 1992 auf ihrem eigenen Label Skunk Records veröffentlicht wurde. Das Debütalbum hielt sich einige Zeit in den US-Alternative-Charts und die Band konnte so Major-Labels auf sich aufmerksam machen. Das nächste Album, Robbin the Hood, erschien 1994 dann auch bei MCA Records.
Am 25. Mai 1996 starb Sänger und Komponist Bradley James Nowell an einer Überdosis Heroin – zwei Monate bevor das dritte und letzte Album Sublime erschien. Der Tod Nowells brachte der Band einen Bekanntheitsschub. Das Album Sublime wurde das erfolgreichste der Bandgeschichte.
Da Nowell die treibende Kraft von Sublime war, bedeutete sein Tod das Ende der Band. Die beiden verbliebenen Bandmitglieder, Eric Wilson und Floyd Gaugh, gründeten 1997 die Long Beach Dub Allstars, die sich 2002 aufgrund von Streitigkeiten innerhalb der Band wieder auflösten. Später spielte Wilson in der Band LB Shortbus und Gaugh in der Band Dubcat. Gaugh spielte außerdem noch in der Band Eyes Adrift zusammen mit Curt Kirkwood, Sänger und Gitarrist der Meat Puppets, und Krist Novoselić, dem Bassisten von Nirvana.
Dass Sublime nicht nur bei den Fans, sondern auch bei musizierenden Kollegen beliebt waren, zeigte ein Benefizkonzert zugunsten Nowells Sohn Jakob James: diverse Bands, darunter No Doubt und Pennywise, spielten für das Schulgeld für Jakob.
Im Juni 2005 wurde das Tributalbum Look At All The Love We Found veröffentlicht. Darauf zu hören sind Interpreten wie Avail, Jack Johnson, No Doubt und Pennywise.
Eine Wiedervereinigung der Band mit dem neuen Sänger und Gitarristen Rome Ramirez unter dem Namen Sublime wurde, nach einigen wenigen Auftritten, von Nowells Familie 2009 gerichtlich unterbunden. Bradley Nowell hatte den Bandnamen zu Lebzeiten als Marke registrieren lassen. Die Band, in der zwischenzeitlich nur noch Eric Wilson als letztes verbliebenes Originalmitglied spielte, trat seither unter dem Namen Sublime With Rome auf. Nach dem Ausstieg von Eric Wilson gab Sublime with Rome ihre Auflösung für das Jahr 2024 samt einer Abschiedstour bekannt.
Parallel dazu fanden sich Eric Wilson, Bud Gaugh mit Bradley Nowells Sohn Jakob für eine Reunion von Sublime zusammen. Einem Auftritt beim Coachella Festival 2024 folgten weitere Auftritte und ein neuer Song names "Feel Like That (feat. Stick Figure)", in dem sowohl Bradley Nowell als auch sein Sohn Jakob zu hören sind.

## Diskografie

### Studioalben
| Jahr | Titel            | Höchstplatzierung, Gesamtwochen, AuszeichnungChartsChartplatzierungen (Jahr, Titel, Platzierungen, Wochen, Auszeichnungen, Anmerkungen) | Anmerkungen                                  |
| Jahr | Titel            | US | Anmerkungen                                  |
| ---- | ---------------- | --- | -------------------------------------------- |
| 1992 | 40oz. to Freedom | US22 ×2Doppelplatin · (3 Wo.)US | Erstveröffentlichung: 1. Juni 1992           |
| 1994 | Robbin’ the Hood | US— GoldUS | Erstveröffentlichung: 8. Februar 1994        |
| 1996 | Sublime          | US13 ×5Fünffachplatin · (235 Wo.)US | Erstveröffentlichung: 30. Juli 1996          |
| 2011 | Yours Truly      | US9 (8 Wo.)US | Erstveröffentlichung: 12. Juli 2011 mit Rome |
| 2015 | Sirens           | US34 (1 Wo.)US | Erstveröffentlichung: 17. Juli 2015 mit Rome |

### Livealben
| Jahr | Titel             | Höchstplatzierung, Gesamtwochen, AuszeichnungChartsChartplatzierungen (Jahr, Titel, Platzierungen, Wochen, Auszeichnungen, Anmerkungen) | Anmerkungen                         |
| Jahr | Titel             | US | Anmerkungen                         |
| ---- | ----------------- | --- | ----------------------------------- |
| 1998 | Stand by Your Van | US49 (10 Wo.)US | Erstveröffentlichung: 23. Juni 1998 |

Weitere Livealben
- 2013: 3 Ring Circus – Live at The Palace
- 2023: $5 at the Door: Live at Tressel Tavern, 1994

### Kompilationen
| Jahr | Titel                                      | Höchstplatzierung, Gesamtwochen, AuszeichnungChartsChartplatzierungen (Jahr, Titel, Platzierungen, Wochen, Auszeichnungen, Anmerkungen) | Anmerkungen                             |
| Jahr | Titel                                      | US | Anmerkungen                             |
| ---- | ------------------------------------------ | --- | --------------------------------------- |
| 1997 | Second-hand Smoke                          | US28 Platin · (19 Wo.)US | Erstveröffentlichung: 11. November 1997 |
| 1998 | Sublime Acoustic: Bradley Nowell & Friends | US107 (2 Wo.)US | Erstveröffentlichung: 17. November 1998 |
| 1999 | Greatest Hits                              | US114 Gold · (9 Wo.)US | Erstveröffentlichung: 9. November 1999  |
| 2002 | The Millennium Collection: The Best of     | US190 Gold · (1 Wo.)US | Erstveröffentlichung: 29. Oktober 2002  |
| 2005 | Gold                                       | US165 (4 Wo.)US | Erstveröffentlichung: 15. November 2005 |
| 2006 | Everything Under the Sun                   | US97 (1 Wo.)US | Erstveröffentlichung: 14. November 2006 |

Weitere Kompilationen
- 1991: Jah won’t pay the Bills
- 2008: Playlist Your Way
- 2011: Icon

### EPs
- 1995: Badfish
- 1995: Date Rape
- 1997: Doin’ Time
- 1997: What I Got

### Singles
| Jahr | Titel Album        | Höchstplatzierung, Gesamtwochen, AuszeichnungChartplatzierungen (Jahr, Titel, Album, Platzierungen, Wochen, Auszeichnungen, Anmerkungen) | Höchstplatzierung, Gesamtwochen, AuszeichnungChartplatzierungen (Jahr, Titel, Album, Platzierungen, Wochen, Auszeichnungen, Anmerkungen) | Anmerkungen                             |
| Jahr | Titel Album        | UK | US | Anmerkungen                             |
| ---- | ------------------ | --- | --- | --------------------------------------- |
| 1996 | What I Got Sublime | UK71 (1 Wo.)UK | — | Erstveröffentlichung: 27. August 1996   |
| 1997 | Doin’ Time Sublime | — | US87 (7 Wo.)US | Erstveröffentlichung: 25. November 1997 |
| 2003 | Keep the Change –  | UK99 (1 Wo.)UK | — | Erstveröffentlichung: 28. Juli 2003     |

Weitere Singles
- 1991: Date Rape
- 1994: Work that We Do
- 1997: Santeria (UK: Silber)
- 1997: Wrong Way
- 2011: Panic (mit Rome)
- 2011: Lovers Rock (mit Rome)
- 2011: Take It or Leave It (mit Rome)
- 2015: Wherever You Go (mit Rome)
- 2015: Sirens (mit Rome)
- 2024: Feel Like That (feat. Stick Figure)

### Videoalben
- 2001: Sublime (US: Gold)

## Auszeichnungen für Musikverkäufe
| Goldene Schallplatte - Brasilien - 2024: für die Single Santeria Platin-Schallplatte - Neuseeland - 2021: für die Single Wrong Way - 2025: für das Album Gold 3× Platin-Schallplatte - Neuseeland - 2024: für die Single What I Got | 5× Platin-Schallplatte - Neuseeland - 2008: für das Album Sublime 6× Platin-Schallplatte - Neuseeland - 2024: für die Single Santeria |

Anmerkung: Auszeichnungen in Ländern aus den Charttabellen bzw. Chartboxen sind in ebendiesen zu finden.
| Land/RegionAuszeichnungen für Musikverkäufe (Land/Region, Auszeichnungen, Verkäufe, Quellen) | Silber  | Gold     | Platin       | Verkäufe  | Quellen                   |
| -------------------------------------------------------------------------------------------- | ------- | -------- | ------------ | --------- | ------------------------- |
| Brasilien (PMB)                                                                              | —       | Gold1    | —            | 30.000    | pro-musicabr.org.br       |
| Neuseeland (RMNZ)                                                                            | —       | —        | 16× Platin16 | 390.000   | radioscope.net.nz NZ2 NZ3 |
| Vereinigte Staaten (RIAA)                                                                    | —       | 4× Gold4 | 8× Platin8   | 9.550.000 | riaa.com                  |
| Vereinigtes Königreich (BPI)                                                                 | Silber1 | —        | —            | 200.000   | bpi.co.uk                 |
| Insgesamt                                                                                    | Silber1 | 5× Gold5 | 24× Platin24 |           |                           |